# Église Saint-Vincent de Carcassonne
Pour les articles homonymes, voir église Saint-Vincent.
L’église Saint-Vincent de Carcassonne, située à Carcassonne, dans la bastide Saint-Louis, est un édifice de style gothique méridional.

## Histoire
Jusqu'en 1247, Carcassonne était formée de la Cité et des deux bourgs qui l'entouraient. La première église dédiée à saint Vincent se trouvait au nord de la Cité et au sud, celle dédiée à saint Michel. Elles ont été démolies en 1240 lors de la tentative infructueuse de Raimond II Trencavel de reprendre la Cité et des représailles qui en suivirent. Sept ans plus tard, Saint Louis ordonne la construction d'un nouveau bourg sur la rive gauche du fleuve. Deux paroisses devront le partager : au sud, Saint-Michel et au nord, Saint-Vincent. Ainsi, les deux églises vont s'élever selon l'ancienne topographie. Dans ce nouveau bourg, qui s'étend selon un plan en damier, la nouvelle église Saint-Vincent devient vite trop petite et elle devait, sans doute, être construite en matériaux précaires. En 1308, le roi Philippe IV autorise l'achat de quatre domunculas pour que cette église puisse s'agrandir ou plutôt être reconstruite. Contrairement à l'habitude, les travaux commencent par la partie occidentale, c'est-à-dire par le porche et la nef dans les années 1320 et le chœur ne sera terminé qu'à la fin du XIVe siècle. Le manque de documentation ne nous permet pas de connaître toute son histoire. Mais elle est intégrée dans l'histoire de la ville. Ainsi, sa tour a servi de tour de guet pendant le XVIe siècle et elle a dû être restaurée après avoir reçu des coups de canons pendant les guerres de religion. En 1794, la Révolution la transforme en fonderie pour fabriquer des affûts d'artillerie. On y installe sept grandes forges doubles dans les chapelles et deux forges simples dans l'abside. À la demande de la population, elle est rendue au culte le 26 août 1795. Il faudra attendre 1871 pour que soit entreprise la restauration de cet édifice. En 1905, comme le prévoyait la nouvelle loi de la séparation des Églises et de l'État, un inventaire des biens de l'église devait y être effectué. Les paroissiens ainsi que le curé, l'Abbé Peyre ont tout fait pour que celui-ci ne se fasse pas. La porte a dû être fracturée à la hache pour que les officiels puissent y entrer mais, ils ont dû alors faire face à la manifestation silencieuse de nombreux paroissiens qui avaient passé la nuit à l'intérieur. L'inventaire fut suspendu. Pour commémorer cet évènement, les paroissiens ont recueilli des morceaux de la porte et en ont fabriqué une sorte de tableau.
Depuis 2008, une importante campagne de restauration du monument a commencé financé par la Ville, l'État, la Région et le Département,.

## Propriété et gestion
L'église, propriété de la Ville de Carcassonne, est classée au titre des monuments historiques par arrêté du 19 décembre 1907.

## Le monument

### Structure et dimensions

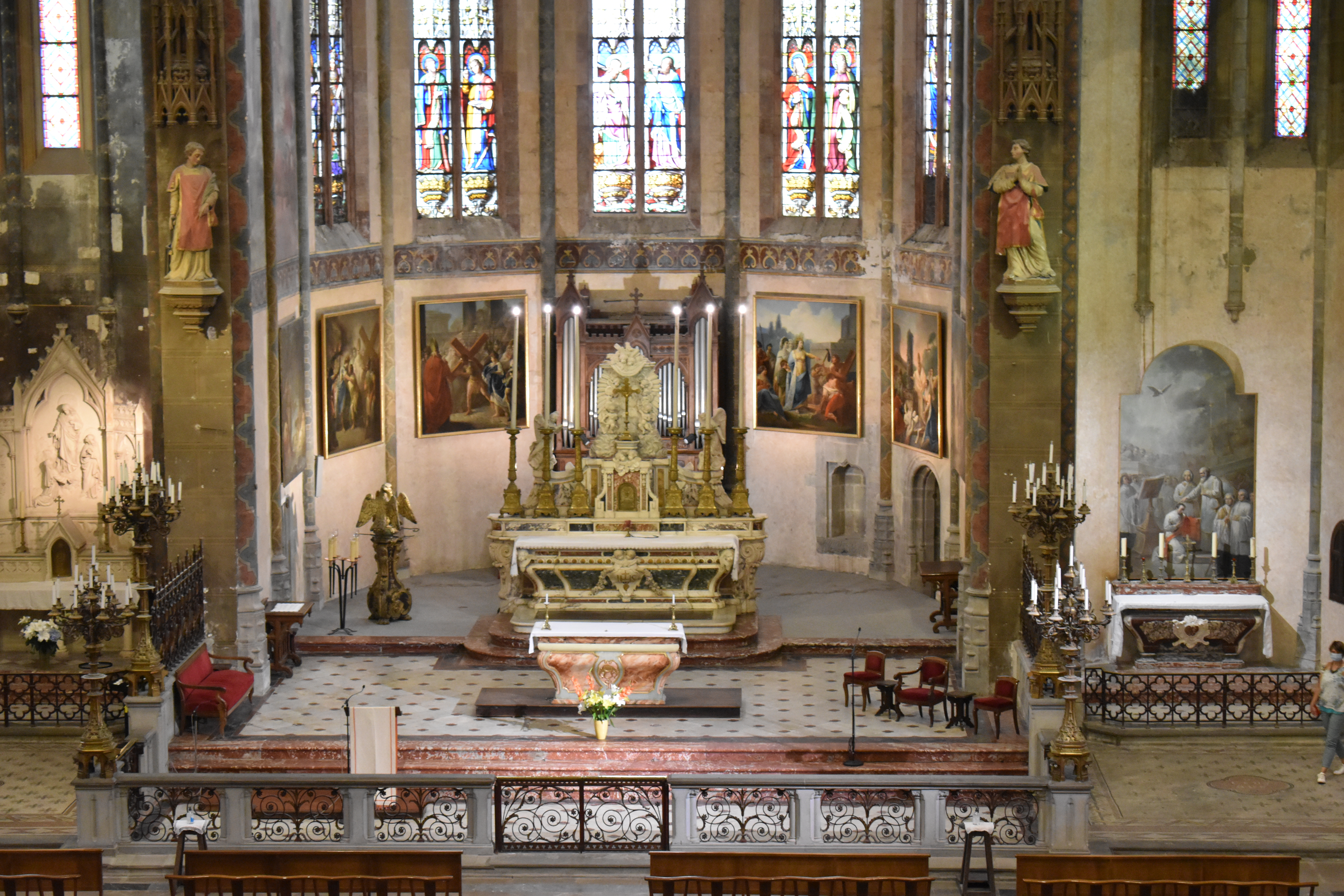
Le maître-autel.

C'est une église gothique de type languedocien. Elle est composée, aujourd'hui, d'une nef unique bordée de six chapelles latérales au nord et sept au sud. Son chevet se compose d'une abside à neuf pans flanquée de deux absidioles à sept côtés. Nous retrouvons ce même plan dans la cathédrale Saint-Michel. La nef a été construite sur une durée de 60 ans. Les quatre premières travées ont été construites dans la première moitié du XIVe siècle comme nous pouvons le voir avec les sculptures des clés de voûte et des chapiteaux tandis que les deux dernières travées, datées de la seconde moitié du XIVe siècle permettent d'apercevoir les débuts du décor flamboyant. Les chapelles latérales ainsi que le chœur sont voûtés d'origine. La nef a été par contre couverte d'une charpente apparente qui reposait sur les arcs diaphragmes. Ce n'est qu'après la construction de la tribune (1737) que commence le voûtement de la tribune puis de la nef. Ces travaux nécessiteront la fermeture de l'église-pendant un an, en 1753. Le chevet est plus tardif (XVe siècle), ainsi que les sacristies mais toujours en suivant le plan d'origine du XIVe siècle. Dans l'abside principale, cinq fenêtres aux remplages flamboyants permettent de faire entrer la lumière.
Principales dimensions
- longueur : 62,5 m
- largeur : 30,5 m
- longueur de la nef : 37,8 m
- largeur de la nef : 20,15 m la seconde plus large de France
- longueur intérieure totale : 56,6 m
- largeur intérieure totale : 27 m
- longueur du chœur : 10 m
- largeur du chœur : 10 m
- hauteur sous voûte de la nef : 26 m
- hauteur de la tour : 54 m
- nombre de marches de la tour : 232
- diamètre de la rosace ouest : 4,50 m

### Extérieur
La façade occidentale a été élevée dans les années 1320 ainsi que le clocher. Le portail monumental de cette façade est couronné par un important galbe au décor rayonnant qui vient d'être restauré au cours de l'année. Il était orné de quatre statues en pied surmontées de dais. Ces statues sont celles qui ont du être déposées dans le narthex de l'église en 1956. Elles représentent saint Vincent, deux apôtres et saint Louis.
La tour clocher, de type octogonale à base carrée, a été construite en deux phases. La première correspond au deuxième quart du XIVe siècle durant lequel ont été élevés les deux premiers étages (millésime 1327 dans la seconde salle). Ils sont construits sur un plan carré tandis que les autres étages ont un plan octogonal et sont de la première moitié du XVe siècle tout comme la tour en encorbellement angle nord-est). Elle fait 54 m de haut, on y accède par un escalier de 232 marches. Elle a servi de tour de guet en temps de guerre. C'est du haut de cette tour que Cassini et ses fils ont réalisé leur fameuse carte de France qui porte aujourd'hui leur nom. De plus, elle a servi de point géodésique en 1798 à Pierre Méchain et Jean-Baptiste Joseph Delambre pour déterminer la longueur du méridien terrestre.

### Intérieur
Sa nef unique d'une portée remarquable de 20,15 mètres (elle est seulement dépassée par la cathédrale Saint-Maurice de Mirepoix et celle de Sainte-Marie de Gérone en Catalogne). Mais la cathédrale de Mirepoix ayant été élargie en 1860 et la construction de celle de Gerone ayant démarré au XVe siècle, l'église Saint-Vincent est donc resté l'église gothique avec la nef la plus large du monde pendant un siècle et la plus large de France pendant cinq siècles et demi.

## Orgue

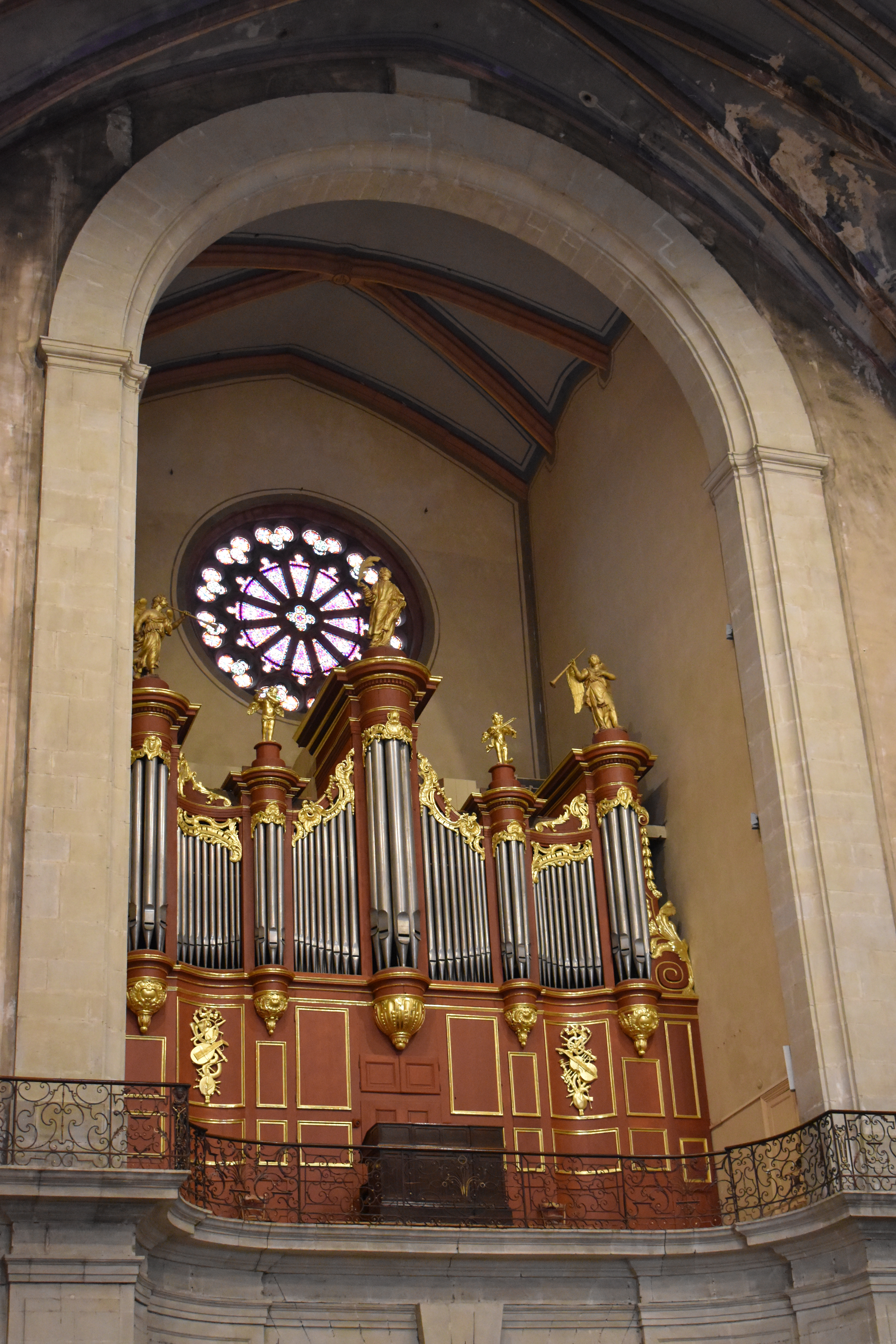
L'orgue.

C'est en 1737, que les marguilliers de Saint Vincent décident d'acquérir un orgue dont la construction est confiée au facteur toulousain, Christophe Moucherel. Le buffet est surmonté de cinq tourelles avec à chacun de leur sommet des statues de deux grands anges musiciens et au centre la statue de saint Vincent. De part et d'autre du clavier, sur les soubassements, des trophées d'instruments de musique (flûte, luth, tambourin, etc.) sont sculptés en bas relief. Il a été classé monument historique en 1984. Ces grandes orgues viennent d'être tout juste restaurées avec le concours de la Ville de Carcassonne. Henri Ormières en est l'organiste titulaire. Il préside l'association « Orgues en Bastide Saint-Louis et Barbacane » qui organise depuis 1999 le festival « Les Vents d'Anges »,,.

## Cloches
Son carillon de 54 cloches est classé au 10e rang nationalement.
Il se trouve à l'intérieur de la tour. En 1710, il comportait 7 cloches. Elles ont été fondues pour créer un nouveau carillon de 17 cloches en 1773. Une de ses cloches baptisée « l'Andrène » est parrainée par André Beraud, marchand de draps et marguiller de la paroisse, en l'honneur de son neveu, André Chénier qui vécut dans sa jeunesse sept ans à Carcassonne,,.

### Carillonneur
- Depuis 1967 : Claude Seyte[13],[14],[15]

## Trésor de l’église
De nombreux objets sont référencés dans la base Palissy.
Son maître-autel et la chaire (1773) sont en marbres polychromes. Le lutrin monumental et la statue en bois de saint Vincent (XVIIe siècle) sont issus de l'atelier du sculpteur, Jean-Jacques Melair (1632-1698). Neuf tableaux de Jacques Gamelin  (1738-1803) sont visibles, dont quatre peints vers 1778, représentants L'invention de la Sainte-Croix. Une œuvre de Pierre Subleyras (1699-1749), La communion de Saint Jérôme est installée au dessus de la porte nord de l'édifice. Le Christ en croix entre la Vierge et saint-Jean, de Nicolas Mignard (1608-1668), se trouve au-dessus de l'entrée sud.

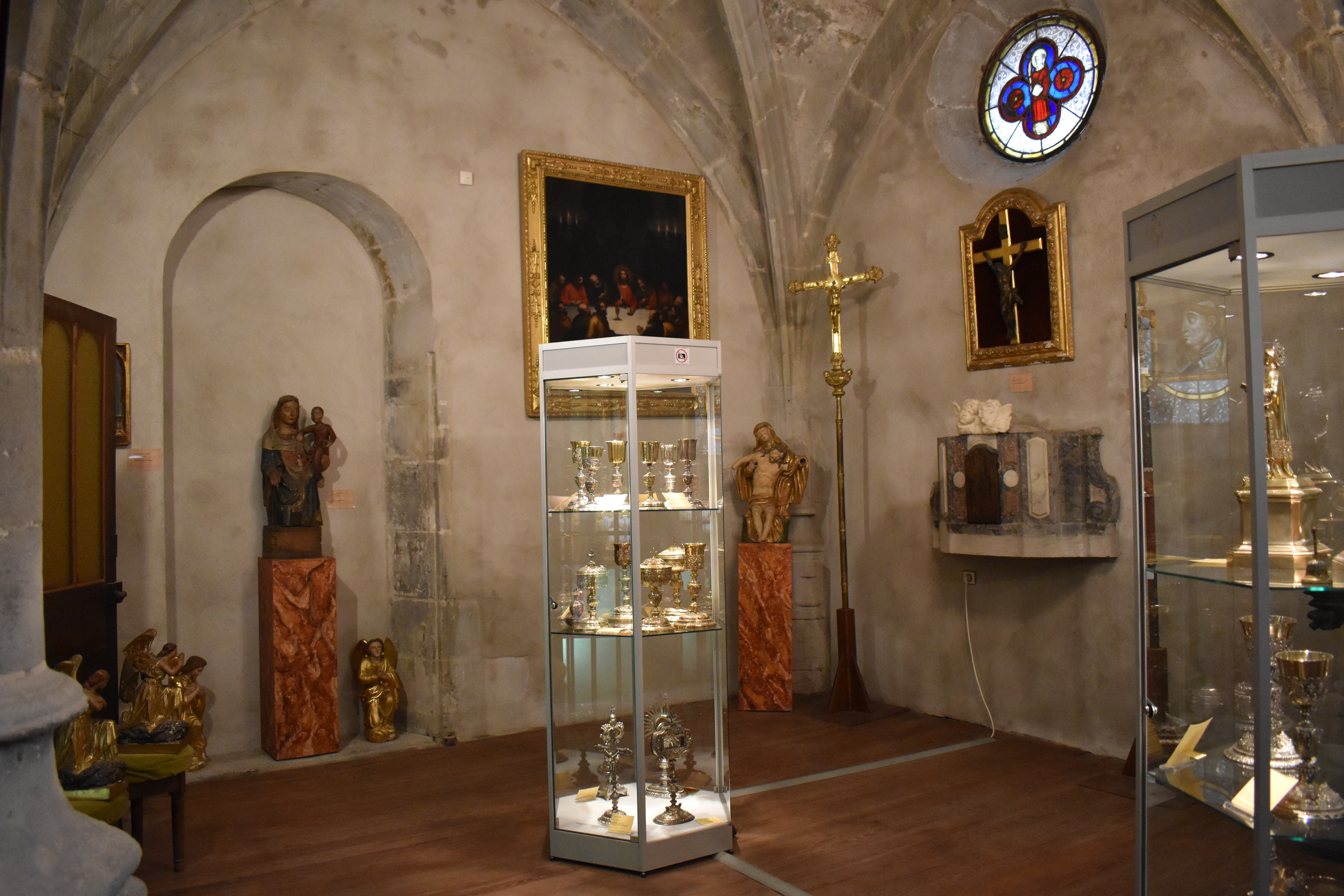
La salle du trésor (vue partielle).
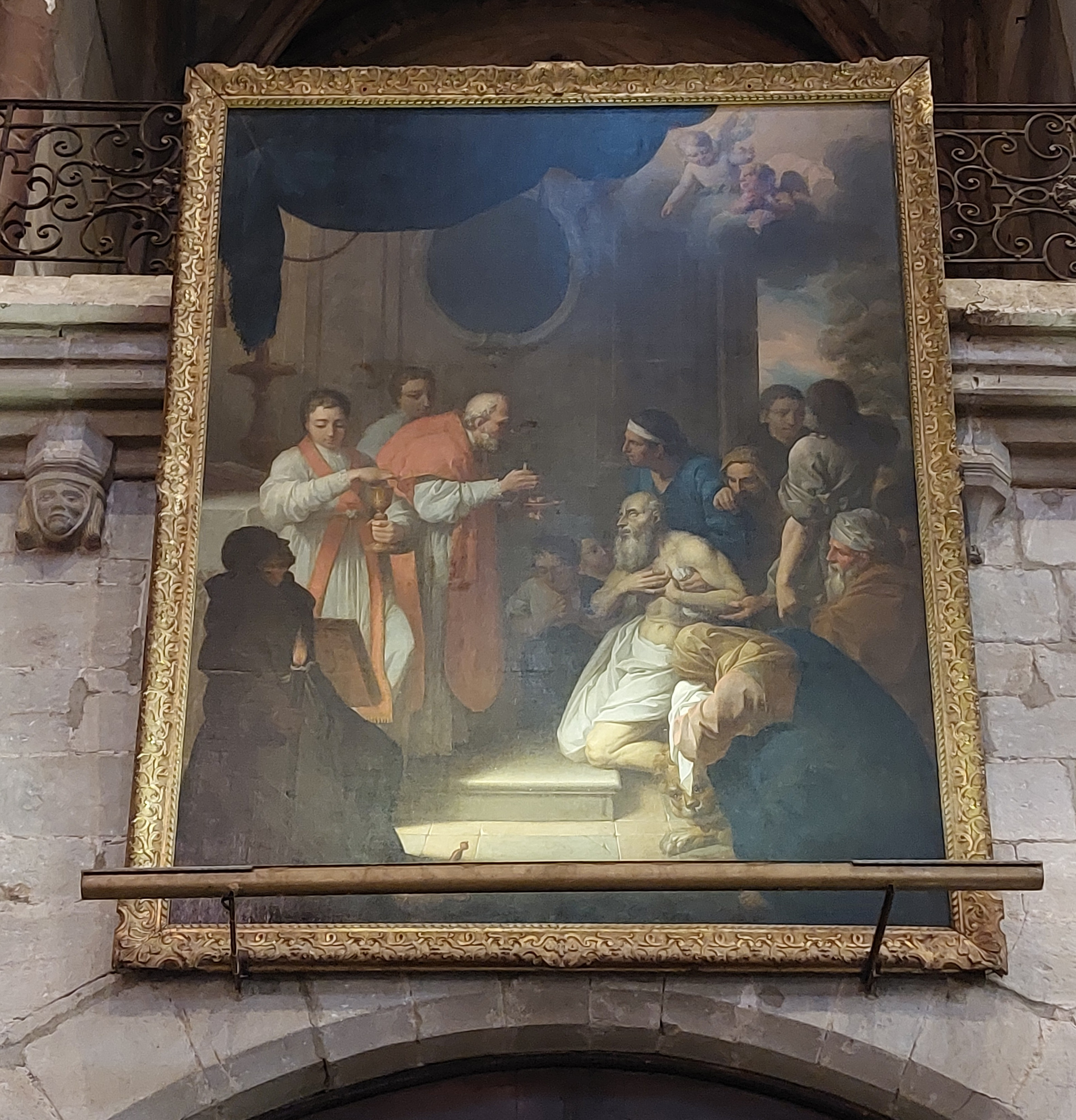
« La communion de saint Jérôme » par Pierre Subleyras.
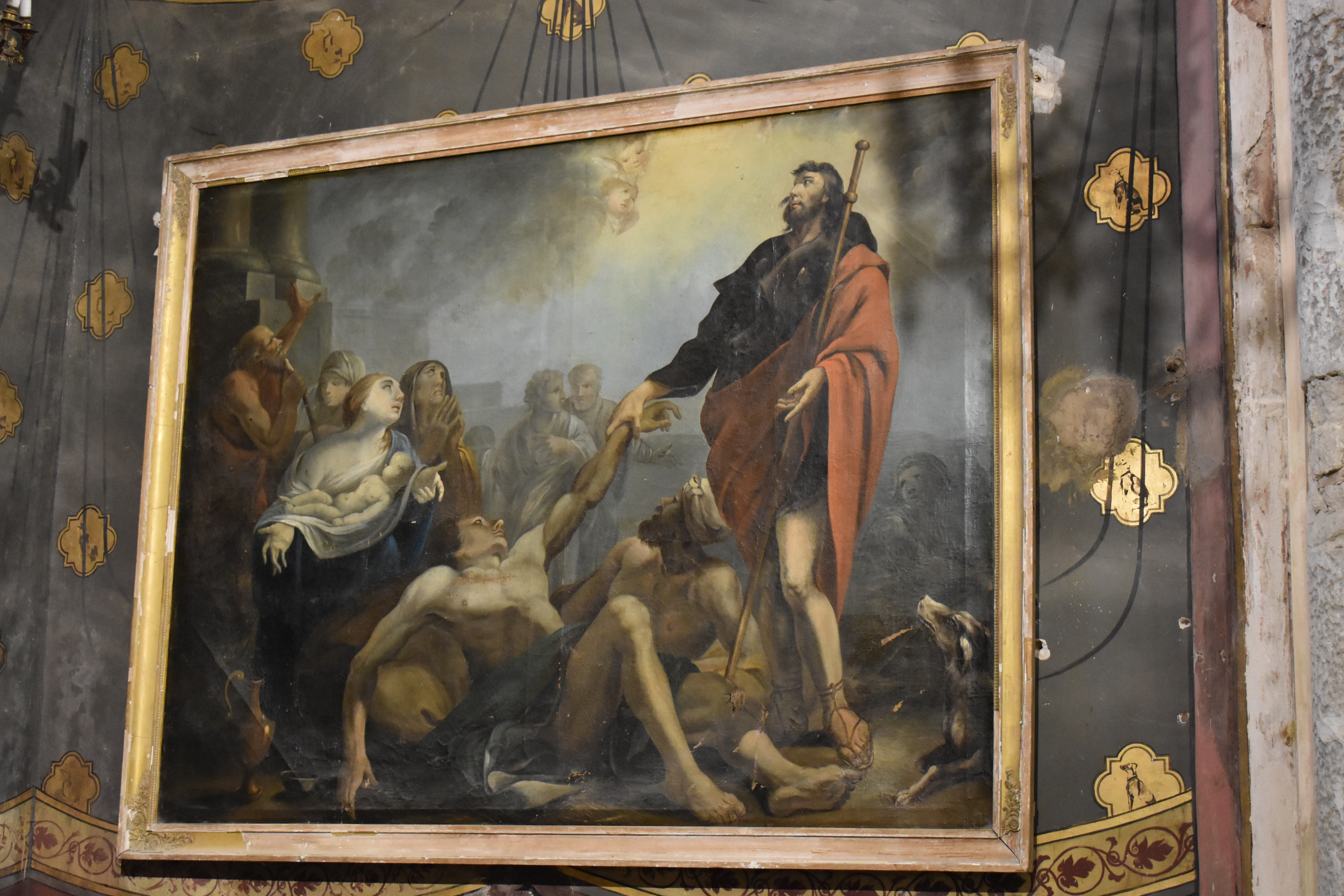
« Saint Roch » par Jacques Gamelin.

## Personnalités liées à l'église

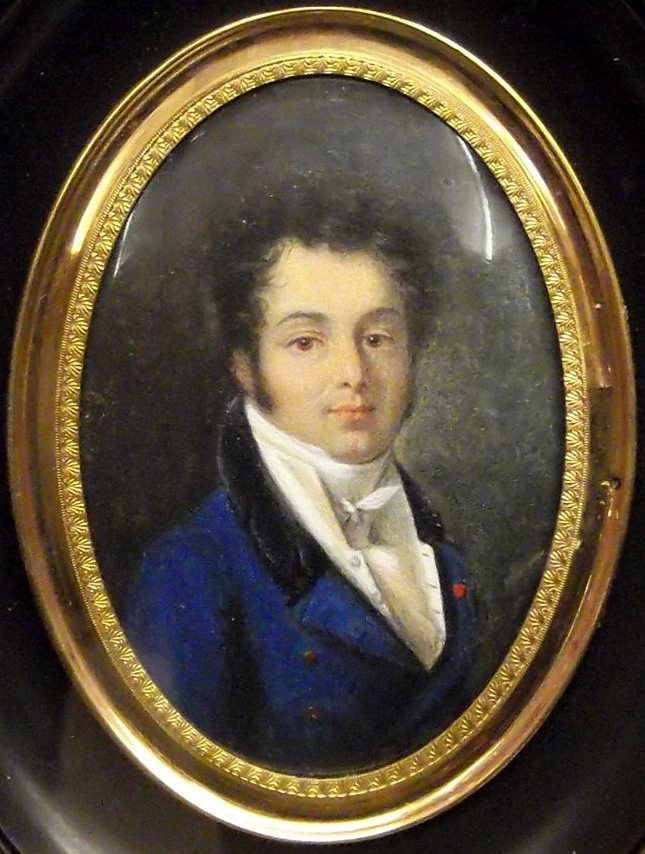
Le baron Guillaume Peyrusse, ancien marguiller de l'église Saint-Vincent.

- Le baron Guillaume Peyrusse, ancien marguiller de l'église Saint-Vincent.Le baron Guillaume Peyrusse (1776-1860) ancien trésorier de Napoléon 1er et maire de Carcassonne. Il exerça la fonction de marguiller de l'église à la fin de sa vie. Il est inhumé au cimetière Saint-Vincent.
- L'abbé Jean Cazaux (1935-2023), historien. Curé desservant l'église de 1975 à 1999, Il entrepris en 1991 une grève de la faim au retentissement national pour protester contre le refus de la municipalité, de créer une place en face du portail sud permettant de dégager une vue d'ensemble sur le monument[17],[18],[19],[20].